# Richard Broadbent

Wappen des Sir Richard Broadbent

Sir Richard John Broadbent KCB (* 22. April 1953 in Cambridge) ist ein britischer Geschäftsmann, heute der Vorsitzende des HM Courts and Tribunals Service.
Er studierte an der Queen Mary College, London (BSc) und schloss eine MA an der Manchester University ab.
Im Jahre 1975 trat er dem HM Treasury bei. Er verbrachte dort 10 Jahre, 1986 wechselte er zur Investitionsbank Schroders.
2003 wurde er als Knight Commander des Order of the Bath in den Ritterstand erhoben, und führt seither das Präfix „Sir“.
Von 2011 bis 2014 war er Vorsitzender von Tesco plc.

## Privat
Im Jahr 2007 heiratete er Jill McLoughlin. Sie leben in London.